# هرگز رهایم مکن (فیلم ۲۰۱۰)
هرگز رهایم مکن (به انگلیسی: Never Let Me Go) یک فیلم در ژانر رمانتیک درام و علمی تخیلی محصول سال ۲۰۱۰ انگلستان است که بر اساس رمانی به همین نام، نوشته کازوئو ایشی‌گورو در سال ۲۰۰۵ ساخته شده‌است. فیلم به کارگردانی مارک رومنک است و فیلم‌نامه آن توسط الکس گارلند به رشته تحریر درآمده است. هرگز رهایم مکن بر اساس تاریخ متناوب است و حول محور شخصیت‌هایی چون کتی، روث و تامی به ترتیب با بازی کری مولیگان، کیرا نایتلی و اندرو گارفیلد می‌چرخد که هر سه آن‌ها درگیر عشقی مثلثی می‌شوند.
نخستین نمایش فیلم در تاریخ ۳ سپتامبر ۲۰۱۰، و در طی سی و هفتمین جشنواره فیلم تلیوراید بود. این فیلم همچنین در جشنواره‌هایی از جمله جشنواره بین‌المللی فیلم تورنتو سال ۲۰۱۰ و پنجاه و چهارمین جشنواره فیلم لندن نمایش داده شد. هرگز رهایم مکن همچنین در ۱۵ سپتامبر ۲۰۱۰، توسط فاکس سرچلایت پیکچرز در سینماهای ایالات متحده به صورت انتشار محدود اکران شد.
فیلم به‌طور کلی با واکنش‌های مثبتی از سوی منتقدان همراه بود، و از دید بیشتر منقدین عملکرد تیم بازیگری مورد تحسین قرار گرفت. هرگز رهایم مکن ۹٬۵ میلیون دلار در سراسر جهان فروش کرد، به علاوه درآمد فروش ۱٬۸۹ میلیونی بر روی دی‌وی‌دی، در حالی که ۱۵ میلیون دلار بودجه ساخت آن بوده‌است.

## داستان
فیلم با جمله‌ای روی صفحه نمایش شروع می‌شود که در سال ۱۹۵۲ یک پیشرفت پزشکی به انسان اجازه می‌دهد که بیشتراز ۱۰۰ سال عمر کند. در ادامه فیلم از زبان کتی دختر ۲۸ ساله روایت می‌شود. داستان دربارهٔ کودکی کتی اچ با دو دانش‌آموز دیگر با نام‌های روث و تامی و زندگی آن‌ها در یک مدرسه شبانه‌روزی مرموز به نام هلشیم است. مدرسه‌ای که به نظر غیرعادی می‌رسد. همهٔ دانش‌آموزان این مدرسه در نتیجه ژن همسان سازی متولد شدند در حالی که از این جریان بی‌خبر هستند. در آنجا، دانش‌آموزان درعوض خواندن علوم و ریاضیات به کشیدن نقاشی و خواندن آواز تشویق می‌شوند و بهترین اثر آن‌ها به یک گالری برده می‌شود که توسط مادام اداره می‌شود. در آنجا قانون سختی با شعار «خود را از داخل سالم نگه‌دار» وجود دارد. اما همه چیز با آمدن یک معلم جدید با نام خانم لوسی تغییر می‌کند. او مخفیانه و در سر یکی از کلاس‌ها دانش‌آموزان را از آینده و زندگی واقعی آن‌ها آگاه ساخت، که آن‌ها فقط اهداء کنندگان اعضا هستند و همه در اوایل بزرگسالی خواهند مرد، یا به تکامل خواهند رسید. فردای آن روز خانم لوسی دیگر در هلشیم کار نمی‌کرد. با گذشت زمان کتی و تامی به هم علاقه‌مند شدند، اما روث که به آن‌ها حسد می‌ورزید با تامی دوست شده و بیشتر زمان خود را باهم سپری می‌کردند. در نهایت دانش‌آموزان از ۱۸ سالگی باید مدرسه را ترک کنند تا برای اهدای اعضایشان به مراکز مراقبت برده شوند. به همین صورت کتی و تامی و روث وارد مزرعه cottages می‌شوند و در آنجا با زوج جوانی ملاقات می‌کنند که اطلاعاتی دربارهٔ شبیه‌سازی در اختیار آن‌ها می‌گذارند. سپس روث و تامی از هم جدا می‌شوند و کتی هم به عنوان مراقب مشغول بکار می‌شود و به عنوان جایزه مراقبت از کسانی که اعضایشان اهدا می‌شود. کتی می‌تواند اهدای اعضایش را به تأخیر بیندازد درحالیکه شاهد مرگ تدریجی اهداکنندگان بعد از چندبار اهدای عضو است.
یکبار در بیمارستان کتی بعد از مدت‌ها روث را می‌بیند که بعد از عملش بسیار نحیف شده و باهم به دیدن تامی که حالا بعد از دو بار عمل حال و روز بهتری ندارد می‌روند و روث بخاطر اینکه سال‌ها باعث جدا ماندن کتی و تامی از هم شده بود از آن‌ها عذرخواهی می‌کند و آدرس مادام را به آن‌ها می‌دهد که قبلاً در هلشیم آثار هنری کودکان را در گالری هنری اش نمایش می‌داده. در حالی که روث در سومین عمل اهدایش از دنیا می‌رود. تامی و کتی به سراغ مادام می‌روند و در آنجا مدیر سابق مدرسه که با مادام زندگی می‌کند به آن‌ها می‌گوید چنین شایعه‌ای صحت ندارد که آن‌ها بتوانند با نشان دادن نقاشی‌هایشان به عنوان مدرکی برای عشقشان اهدای اعضای بدنشان را به تعویق بیندازند. در واقع در گالری‌ها با نمایش آثار کودکان هلشیم سعی بر این بوده به مردم نشان دهند افرادی که با هدف اهدای عضو به وجود می‌آیند دارای روح هستند نه اینکه نمایش آثارشان به منزله نگاهی به درون روح آن‌ها باشد.
سرانجام تامی و کتی که ناامید بودند به هم وفادار می‌مانند و تامی در حالی که در اهدای عضوش از دنیا می‌رود کتی منتظر اولین اهدای عضوش در ماه بعد است و به این می‌اندیشد در حالی که کودکی‌اش نابود شده آیا زندگی او با زندگی کسانی که این عضوها را دریافت می‌کنند تفاوتی دارد؟ و در نهایت ما همه به کمال و تعالی می‌رسیم……

## بازیگران
- کری مولیگان در نقش کتی اچ
  - ایزی میکل-اسمال در نقش کتی جوان
- کیرا نایتلی در نقش روث سی
  - الا پورنل در نقش روث جوان
- اندرو گارفیلد در نقش تامی دی
  - چارلی رو در نقش تامی جوان
- سالی هاوکینز در نقش دوشیزه لوسی
- شارلوت رمپلینگ در نقش دوشیزه امیلی
- ناتالی ریشار در نقش مادام
- دامنل گلیسون در نقش رادنی
- آندره‌آ ریسبرو در نقش کریسی